# パイミオ
パイミオ（フィンランド語: Paimio [ˈpɑi̯mio]、スウェーデン語: Pemar）は、フィンランド、南西スオミ県のトゥルク郡 (fi:Turun seutukunta) にある市である。

## 地理
パイミオは、トゥルクからは東に30キロメートルほど、ヘルシンキからは西に135キロメートルほど行ったところにある。
2018年1月1日時点で、総面積は 242.26 平方キロメートル、陸地面積は 238.35 平方キロメートルである。2021年時点における総人口は 11,041 人である。

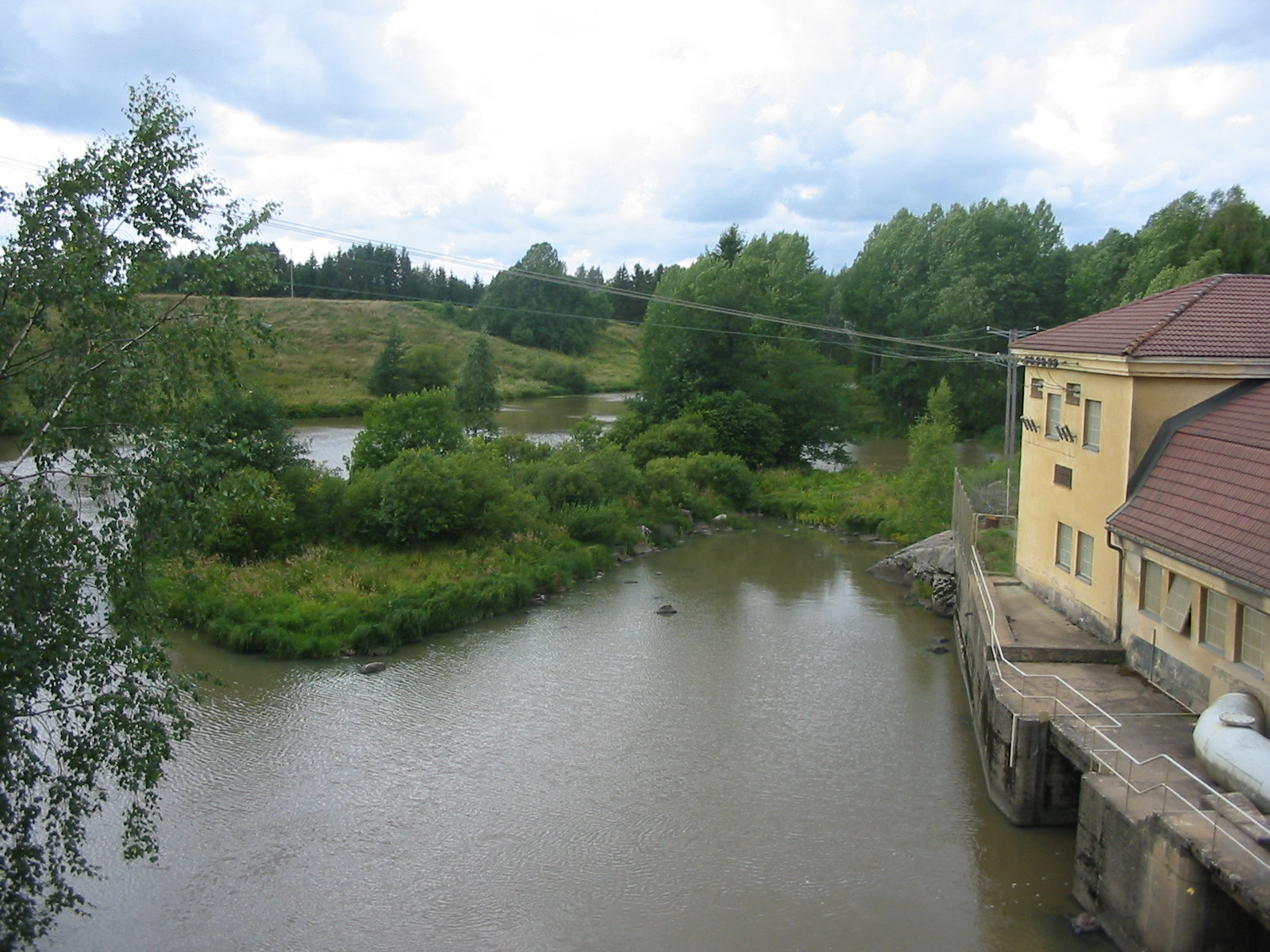
パイミオ川

市域を流れるパイミオ川 (fi:Paimionjoki) は、長さがおよそ 110 キロメートルで、フィンランドの南西部で最も長く、およそ 1,088 平方キロメートルの流域面積をもつ。
サロ、カーリナ、リエト (fi:Lieto)、マルッティラ (fi:Marttila) およびサウヴォ (fi:Sauvo) の各自治体と隣接している。

## 歴史

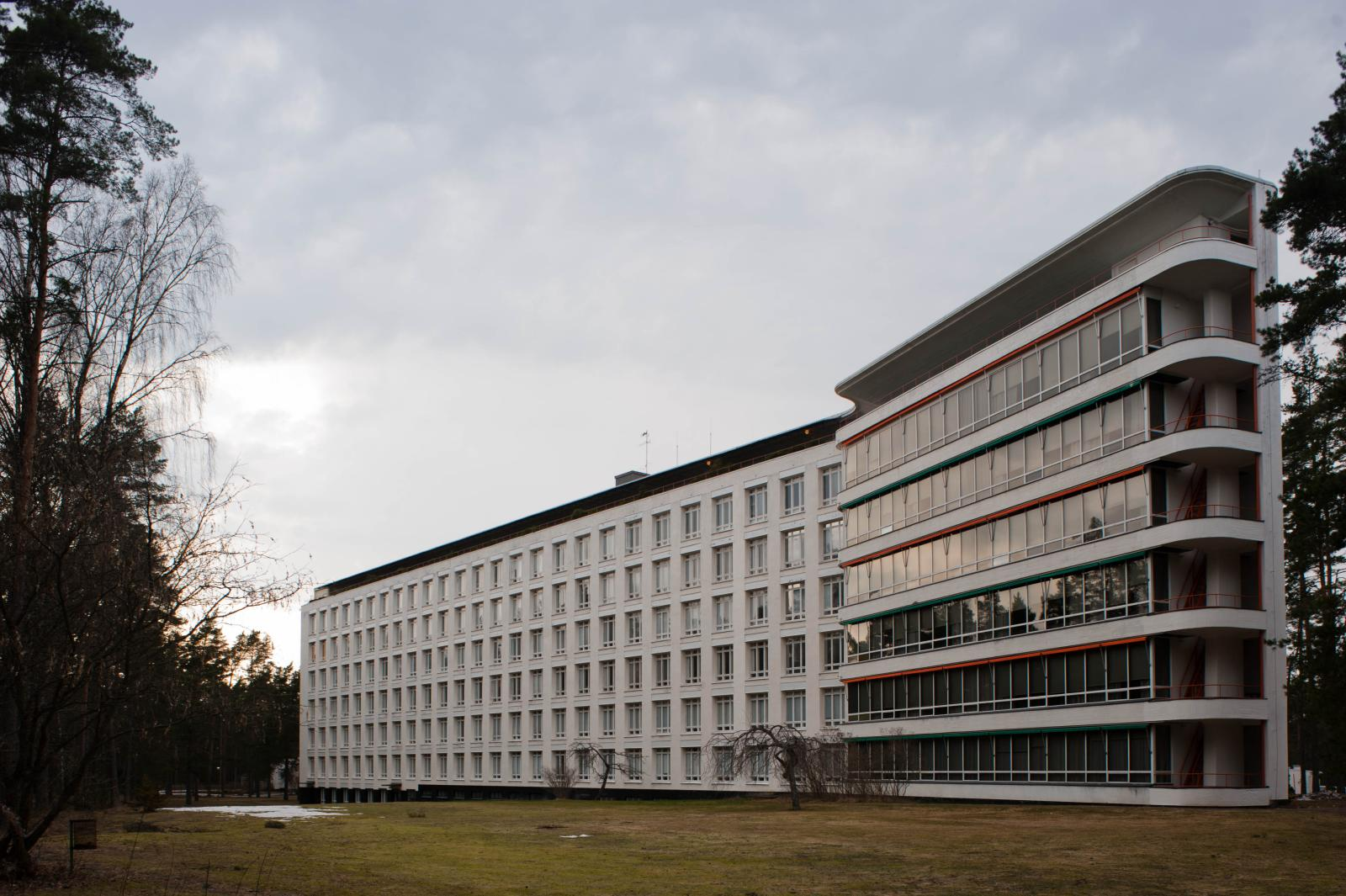
パイミオのサナトリウム

パイミオに関する最初の言及は、1325年の記録に確認できる。
1933年、建築家アルヴァ・アールトが設計したパイミオのサナトリウムが郊外に完成する。
市としての設立は、1997年である。パイミオで生まれた政治家ヴィエノ・ヨハネス・スクセライネン (pl:Vieno Johannes Sukselainen) を称えるための記念碑が、2010年に完成する。

## 文化

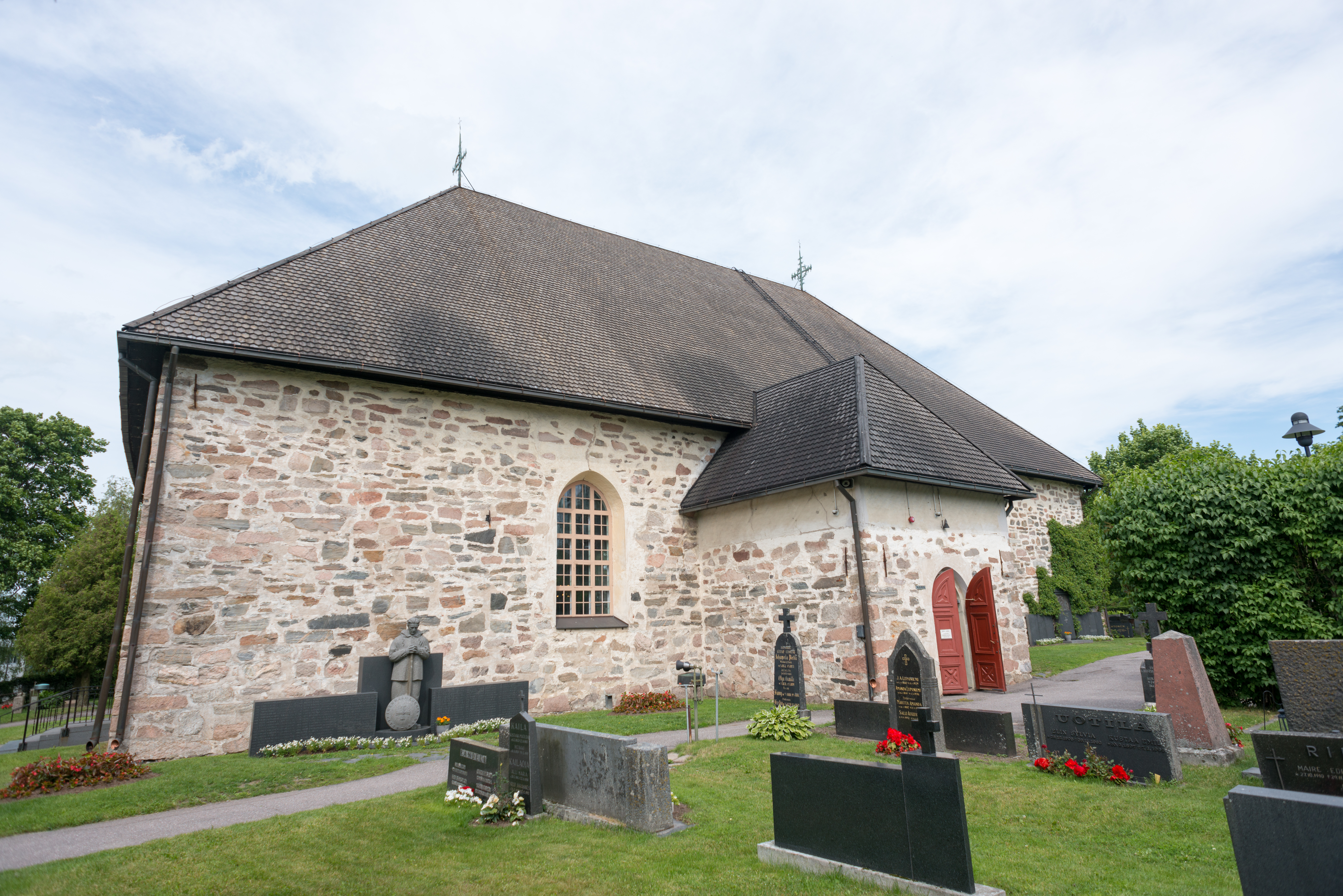
聖ミカエル教会

パイミオ市立図書館 (Paimio City Library) は、2006年に開設されたもので、市役所の付近にある。
聖ミカエル教会 (Paimion Pyhän Mikaelin kirkko) は、1680年代に創建されたもので、図書館の南側に位置する。

パイミオ電気博物館 (Paimio Electrical Museum) は、1995年に開設されたもので、教会から250メートルほど南下した地点にある。